# Микитянська сільська рада
Микитянська сільська рада — сільська рада в Українській РСР до 1954 року із центром у селі Микитяни (нині Миронівської громади Київської області). У 1954 році була приєднана до Яхнівської сільради Миронівського району.
До 1935 року сільрада входила до складу Богуславського району, а з 1935 року — до складу Миронівського району.

## Історія
Спочатку село Микитяни входило до Яхнівської сільради, яка до 1923 року перебувала у складі Вільховецької волості Богуславського (Канівського) повіту Київської губернії, а у 1923 році увійшла до складу новоутвореного Богуславського району Корсунської округи.
У 1935 році вперше згадується окремо Микитянська сільрада, яку, разом із Яхнянською сільрадою, постановами ВУЦВК від 22 січня та 17 лютого було вилучено зі складу Богуславського району і включено до складу відновленого Миронівського району Київської області.
Станом на 1 вересня 1946 року до Микитянської сільради входило лише село Микитяни.
10 серпня 1954 року був виданий Указ Президії Верховної Ради УРСР «Про укрупнення сільських рад депутатів трудящих в Київській області», яким Микитянська сільська рада була приєднана до Яхнівської сільради Миронівського району.